# Nzame
Nzame je bog dežja pri Fangih v Gabonu, Gvineji in Kamerunu, sin boga Mebereja in boginje zemlje Alonkok. Ustvaril je prvega človeka Sekumeja. 